# Megyeri Károly (riporter)
Megyeri Károly (Budafok, 1927. május 26. – Budapest, 1999. április 25.) magyar újságíró, riporter.

## Életpályája
Tanulmányait a Mester utcai Kereskedelmi Iskolában végezte. Mielőtt a Magyar Televíziónál kezdett dolgozni, parancsnok volt a Kecskeméti Kultúrházban mint továbbszolgáló katona. 1957. május 7-től lett belsős munkatárs a Magyar Rádió Aktuális Főosztályánál. 1959-ben átkerült a televízióhoz, ő volt a TV első státuszos riportere. 1966 szeptemberében vezette az ipari rovatot, 1968 februárjától pedig Népgazdasági Osztályt, ezt követően nemsokára a Politikai Adások Főszerkesztője lett. 1974–1983 között a Magyar Televízió elnökhelyetteseként tevékenykedett. 1983–1989 között a MÚOSZ főtitkáraként dolgozott, majd a rendszerváltás idején nyugdíjba vonult.
Munkatársa, Kígyós Sándor filmrendező szerint: „Emberszerető, minden jó gondolatot, műsort támogató főnök volt, főszerkesztőként és később elnökhelyettesként is”. Legemlékezetesebb műsorai, ahol riporter-műsorvezetőjeként működött közre: Ki mit tud? (1962–1972), Ki minek a mestere, Riporter kerestetik. Hozzá fűződik a Fórum című műsor, melyben az ország vezető politikusai élő adásban válaszoltak a feltett kérdésekre. Ez a műsor a televízió történetben kiemelkedő fontosságú volt, mivel az akkori politikai helyzetben újdonságnak számított. Egy évtizeden keresztül volt riportere a Kádár János-interjúknak.

## Televíziós műsorai
- Uitz Béla portré (1961)
- Láthatatlan híd (1962)
- És most mit tud (vetélkedő) (1964)
- Falujáró kamera (1967)
- Körkép (magazin) (1968)
- Beszélgetés Fock Jenővel (1968)
- Türelmetlenek (1968)
- Teenager parti (1968)
- Hogy érzi magát elvtárs (sorozat) (1970)
- Húszéves a Magyar Televízió (riportalany) (1977)
- Vendégségben Kádár János (1983)

## Díjai, elismerései
- SZOT-díj (1966)
- Rózsa Ferenc-díj (1969)
- Munka Érdemrend arany fokozata (1981)
- Szocialista Magyarországért érdemrend (1987)
- Julius Fuczik-díj (1987)